# 比利莱米讷
比利莱米讷（法語：Bully-les-Mines，法語發音：[byli le min]）是法国上法蘭西大區加来海峡省的一个市镇，属于朗斯区。

## 地理
比利莱米讷（50°26'31"N, 2°43'28"E）面积7.66 平方千米，位于法国上法蘭西大區加来海峡省，该省份为法国北部沿海省份，西北濒北海，南至索姆省，东临北部省。
与比利莱米讷接壤的市镇（或旧市镇、城区）包括：马赞加尔布、列萬、桑昂戈埃勒、艾克斯-努莱特、格勒奈。

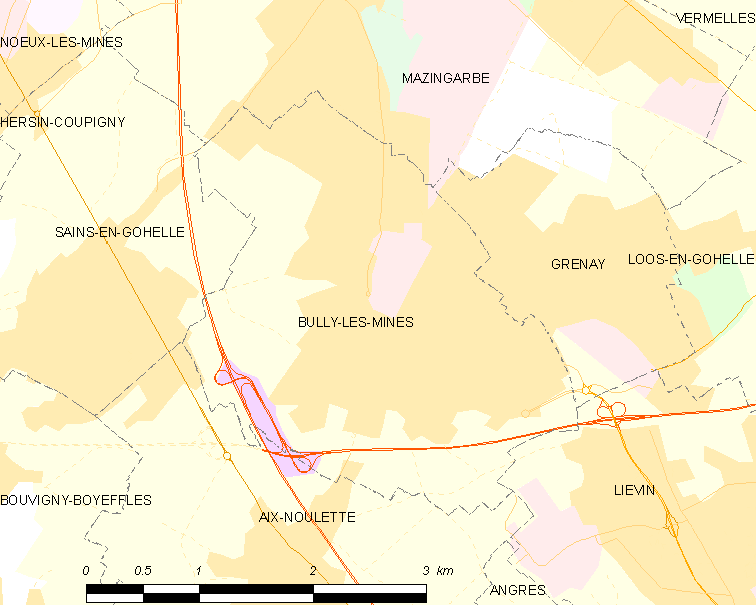
比利莱米讷的OSM定位图

比利莱米讷的时区为UTC+01:00、UTC+02:00（夏令时）。

## 行政
比利莱米讷的邮政编码为62160，INSEE市镇编码为62186。

## 政治
比利莱米讷所属的省级选区为比利莱米讷县。

## 人口

1962-2008年间比利莱米讷人口变化图示

比利莱米讷于2022年1月1日时的人口数量为12172人。